# Trixis peruviana
Trixis peruviana là một loài thực vật có hoa trong họ Cúc. Loài này được Katinas miêu tả khoa học đầu tiên năm 1996.